# Territorio Indígena Bajo Chirripó
Bajo Chirripó es uno de los territorios indígenas del pueblo cabécar de Costa Rica, fundado en 1992.

La lengua cabécar es la más hablada por la población, en un 80% (alcanza hasta el 96% en Chirripó). Los cabécar son la comunidad indígena costarricense más aislada y de más difícil acceso, por lo que también es una de las que más ha preservado su cultura, idioma y religión.

## Demografía
Para el censo de 2011, este territorio tiene una población total de 923 habitantes, de los cuales 752 habitantes (81,47%) son autoidentificados cómo de etnia indígena.